# مبنای اروپا ۱۹۵۰
مبنای اروپا ۱۹۵۰ (European Datum 1950) یا ED۵۰ یک مبنای ژئودتیک است که بعد از جنگ جهانی دوم برای اتصال بین‌المللی شبکه‌های ژئودتیک تعریف شده بود.

## پیش زمینه
بعضی از جنگهای مهم جنگ جهانی دوم در مرزهای آلمان، هلند، بلژیک و فرانسه درگرفت و نقشه‌های این کشورها دارای موقعیت طول و عرض جغرافیایی ناسازگار بود. این امر منجر به ایجاد ED۵۰ به عنوان یک نقشه مرجع برای بیشتر اروپای غربی شد. از این سیستم هنوز در بیشتر کشورهای اروپای غربی به غیر از بریتانیا، ایرلند، سوئد و سوئیس که سیستم مرجع مختص به خودشان را دارند، استفاده می‌شود.
این سیستم از بیضوی بین‌المللی ۱۹۲۴ استفاده می‌کند (بیضوی هایفورد ۱۹۰۹)(شعاع استوای زمین ۶۳۷۸/۳۸۸ کیلومتر، تخت‌شدگی ۱/۲۹۷، هر دو دقیق). این بیضوی دو محوری اولین تلاش برای مدل کردن زمین، تا دهه ۱۹۸۰ زمانی که سیستم مرجع ژئودتیک ۱۹۸۰ (GRS ۸۰) و سامانه ژئودتیک جهانی ۱۹۸۴ (WGS ۸۴) ایجاد شدند، به‌طور گسترده در سراسرجهان مورد استفاده قرار گرفت.
بسیاری از سیستم‌های مختصات ملی گاوس-کروگر توسط ED۵۰ تعریف می‌شوند و توسط نجوم ژئودزی توجیه می‌شوند. تا کنون از این سیستم مرجع در پایگاه‌های داده میدان ثقل، کاداستر، شبکه‌های کوچک نقشه‌برداری در اروپا و آمریکا و برخی کشورهای در حال توسعه بدون هیچ خط مرزی مدرنی استفاده شده است. ED۵۰ همچنین بخشی از اصول مختصات ناتو (Kruger و UTM) تا دهه ۱۹۸۰ بود.
نقطه شروع سیستم مختصات ژئودزتیک ED۵۰ در هلمرتورم در تلگرافنبرگ در پوتسدام (و سپس شرق) آلمان قرار داشت؛ هدف از این کار تشویق همکاری با کشورهای سوسیالیست در طول جنگ سرد بود که شکست خورد. تنظیمات و سرشکنی نسخه‌های بعدی سیستم مختصات (ED77, ED۷۹) از کلیسای فرانکریچ مونیخ به عنوان نقطه شروع استفاده کرد.

## اختلاف بین سیستم‌های مرجع ED۵۰ و WGS ۸۴
خطوط طول و عرض جغرافیایی در دو سیستم مختصات، در منطقه ای در شمال غرب روسیه به نام Archangel یکسان هستند. با حرکت به سمت غرب در طول اروپا، خطوط طول جغرافیایی در ED۵۰ به تدریج به غربی تر از معادل WGS ۸۴ شان می‌رسند و در حدود ۱۰۰ متر غرب در اسپانیا و پرتغال هستند. با حرکت به سمت جنوب، خطوط عرض جغرافیایی به تدریج به جنوبی تز از خطوط WGS ۸۴ می‌رسند و حدود ۱۰۰ متر در جنوب دریای مدیترانه قرار می‌گیرد.
این بدان معناست که اگر خطوط به سمت غرب باشند، مقدار طول جغرافیایی هر نقطه داده شده شرقی تر می‌شود. به‌طور مشابه، اگر خطوط به سمت جنوب باشند، مقادیر به شمال تبدیل می‌شوند. این به خاطر این واقعیت است که بیضوی بین‌المللی، بزرگتر از بیضوی‌های GRS ۸۰ و WGS ۸۴ است، بنابراین فاصله شمال - جنوب عرض بیشتری را بر روی بیضوی جدید پوشش داده، همچنین یک فاصله شرق - غرب، طول جغرافیایی بیشتری را پوشش خواهد داد.